# Filtr szczelinowy
Filtr oleju szczelinowy jest filtrem zgrubnym. Składa się on z bardzo dużej liczby cienkich blaszek filtrujących poprzegradzanych przekładkami, osadzonych na trzpieniu i tworzących stos z wewnętrznymi kanałami powstałymi ze złożenia wycięć w blaszkach. Przekładki w kształcie krzyżyków służą do wytworzenia małych szczelin między blaszkami filtrujących. Równolegle do trzpienia jest umieszczony pręt z dużą liczbą skrobaków wchodzących w szczeliny między blaszkami filtrującymi. Podczas przekręcania stosu nieruchome skrobaki usuwają zanieczyszczenia, które opadają na dno obudowy, skąd okresowo są wybierane. Skomplikowana budowa, mała skuteczność oczyszczania i konieczność częstego czyszczenia obudowy spowodowały ograniczone zastosowanie tego filtra. W nowoczesnych olejach silnikowych są stosowane dodatki, które powodują, że zanieczyszczania mają postać szlamu, który nie jest usuwany przez ten typ filtra.